# GamesMarkt
GamesMarkt ist ein Fachmagazin für Mitarbeiter der Computerspiel-Branche.

## Geschichte
Am 15. Februar 2001 erschien die erste Ausgabe der Fachzeitung beim Münchner Entertainment Media Verlag mit einer Auflage von 6100 Exemplaren. 2017 unter der Busch Group wurde das Magazin eigenständig. Das auf B2B-Publikationen spezialisierte Verlagshaus Busch Glatz übernahm 2019 die GamesMarkt GmbH und führte diese 2021 unter der Busch Glatz Media Germany GmbH, später BG Germany GmbH, mit den Medienmarken Blickpunkt:Film, Digital Production, Meedia und MusikWoche sowie das Award- und Eventgeschäft zusammen. Im März 2024 stellte GamesMarkt alle digitalen und physischen Publikationen auf Englisch um.
GamesMarkt war von 2002 bis 2008 offizieller B2B-Medienpartner der Games Convention in Leipzig und seit 2009 offizieller Medienpartner der gamescom in Köln.